# 施陶芬贝格 (下萨克森州)
施陶芬贝格是德国下萨克森州的一个市镇。总面积77.55平方公里，总人口8080人，其中男性3963人，女性4117人（2011年12月31日），人口密度104人/平方公里。